# オレグ・ユーリエヴィチ
オレグ・ユーリエヴィチ（ロシア語: Олег Юрьевич、? - 1237年）はムーロム公国の分領公である。父ユーリー(ru)もまた分領公であった。
1220年、ウラジーミル大公ユーリーの組織したヴォルガ・ブルガールへの遠征軍に従事した。1237年のヴォロネジ川の戦いにおいて、従兄弟のムーロム公ユーリーと共に戦死した。